# Marquette (Wisconsin)
Marquette is een plaats (village) in de Amerikaanse staat Wisconsin, en valt bestuurlijk gezien onder Green Lake County. Ze werd genoemd naar de Franse missionaris en ontdekkingsreiziger Jacques Marquette.

## Demografie
Bij de volkstelling in 2000 werd het aantal inwoners vastgesteld op 169. In 2006 is het aantal inwoners door het United States Census Bureau geschat op 154, een daling van 15 (-8,9%).

## Geografie
Volgens het United States Census Bureau beslaat de plaats een oppervlakte van 1,0 km², geheel bestaande uit land. Marquette ligt op ongeveer 243 m boven zeeniveau.

## Plaatsen in de nabije omgeving
De onderstaande figuur toont nabijgelegen plaatsen in een straal van 20 km rond Marquette.